# Асаба (город)
Асаба (англ. Asaba, игбо Àsàbà) — город в Нигерии, административный центр штата Дельта. В основном населён народностью игбо, также в городе обитают итсекири, урхобо, исоко и иджо.

## История
Асаба была столицей Южного протектората Нигерии. Его владельцем была Королевская Нигерская компания (Royal Niger Company), которую учредили британские власти для поощрения торговли и вывоза товаров в Англию. Сам город был основан принцем Ннебиси, сыном принца народности игала и матери из игбо.